# Krętość rzeki
Krętość rzeki – stosunek długości rzeki do długości dna doliny, przez którą przepływa dana rzeka. Duża krętość rzeki jest charakterystyczna dla rzek meandrujących.
Współczynnik krętości rzeki oblicza się według wzoru:
{\displaystyle k={\frac {l_{rz}}{l_{d}}}}
gdzie
{\displaystyle l_{rz}} – rzeczywista długość rzeki (z uwzględnieniem meandrów)
{\displaystyle l_{d}} – rzeczywista długość doliny liczona od ujścia rzeki do działu wodnego (w przedłużeniu odcinka źródłowego rzeki)